# Улична сцена от Брайтън
„Улична сцена от Брайтън“ (на английски: Brighton Street Scene) е британски документален късометражен ням филм на режисьора Уилям Фрийзи-Грийн от 1888 година. Филмът не е оцелял до наши дни е се смята за изгубен.